# Liv Grannes
Liv Elisabeth Grannes, född 28 juni 1918 i Mosjøen i Norge, död 30 november 2004 i Oslo, var motståndskvinna  i Milorg och agent för brittiska Special Operations Executive under andra världskriget.
Grannes föddes som dotter till rektor Jørgen Albert Grannes och hans hustru Emelie Anette Vedde. Hon arbetade som kontorist på polisstationen i Mosjøen där hon hade tillgång till dokument och muntlig information som hon kunde använda i motståndsarbetet. Grannes utfärdade falska pass och såg till att känsliga dokument "försvann" samt hjälpte till att gömma motståndsmän.
Hon gifte sig den 5 juni 1943 i den norska sjömanskyrkan i London med en norsk motståndsman som gick under namnet Birger Sjøberg. Han dödades året efter i samband med en aktion i Norge. Grannes höll en låg profil efter kriget och 1958 gifte hon om sig med den tidigare motståndsmannen och försvarsministern Jens Christian Hauge. Hon fick den brittiska Georgesmedaljen för sina insatser under kriget.
Filmen Nordlands Jeanne d’Arc, som hade premiär i februari 2021, beskriver hennes liv som agent.
Katamaranen M/S Liv Grannes som trafikerar Nordland fylke är uppkallad efter henne.